# Kserofilna vrsta
Kserofilne vrste so organizmi, ki živijo v suhem okolju in so odporni na sušo. Kserofilne vrste oziroma kserofilne organizme pred izgubo vode varujejo:
- poroženela povrhnjica (plazilci),
- voskasta prevleka hitinjače (žuželke).

Nekatere kserofilne vrste pa se pred izgubo vode (predvsem v sušnem obdobju) zavarujejo tako, da se umaknejo v poletno spanje. To storijo predvsem tekunice.

## Naseljevanje kserofilnih vrst
Kserofilne vrste naseljujejo predvsem:
- prisojna pobočja,
- puščave,
- sipine,
- soline in
- stepe.

## Pripadniki kserofilnih vrst
Med kserofilne vrste oziroma kserofilne organizme sodijo:
- kače,
- kuščarji,
- pajki,
- sesalci (nekateri),
- žuželke in
- določene rastline (kserofilne).